# Longyang, Anhui
Longyang (kinesiska: 龙扬)  är en köping i östra Kina. Den ligger i stadsdistriket Qiaocheng i staden Bozhou i provinsen Anhui, omkring 220 kilometer nordväst om provinshuvudstaden Hefei.